# Baby shower

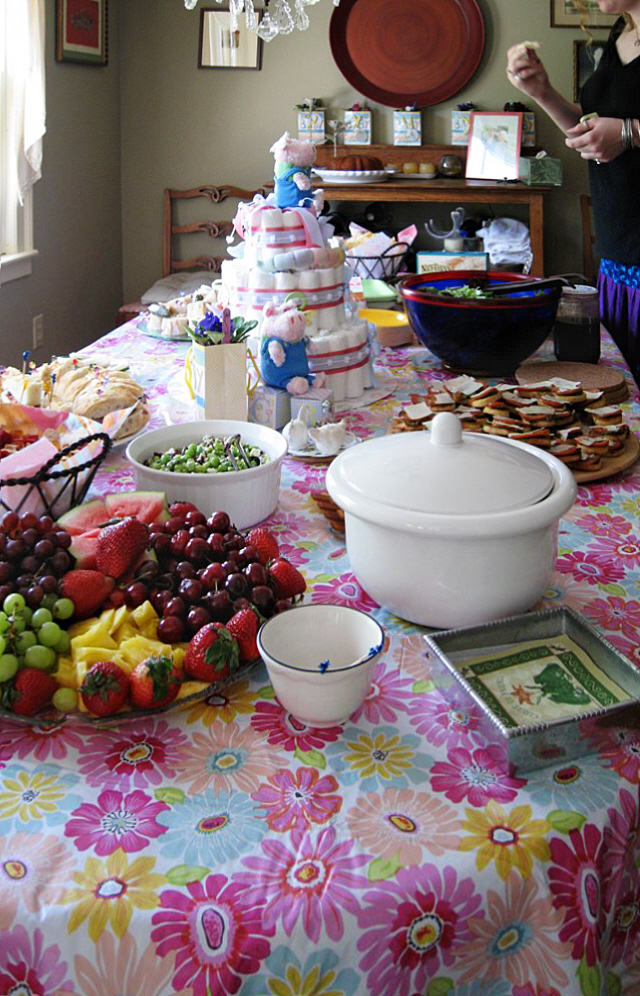
Občerstvení a dort z plen na těhotenském večírku v Německu

Baby shower (těhotenský večírek) je dárková akce, oblíbená v některých zemích, organizovaná pro nastávající matku, jinde už pro narozené miminko. V České republice se v posledních letech[kdy?] objevuje její podoba importovaná z USA. Hlavním účelem akce je společná oslava dítěte (očekávaného, nebo už narozeného) a také jeho matky. Zároveň je oslavována přeměna ženy do stavu matky.

## Účel oslavy
Charakter konkrétní oslavy se může lišit. Často ale bývají organizátorkou akce blízké kamarádky nastávající matky a i akce samotná většinou probíhá pouze v dámském kolektivu. Výzdoba ve formě papírových řetězů, konfet, papírových čepic apod. odpovídá americkému kulturnímu rámci tohoto typu oslav.
Hlavním účelem shower party je předat dotyčnému dárky – hodně dárků. Následuje společná či individuální zábava v rámci párty. Součástí je samozřejmě i občerstvení.

## Charakter dárků
Dárkyně většinou mají na mysli účel akce, takže většina dárků nějak souvisí s blížícím se narozením dítěte. Převažují plenky, kojenecké lahve, dečky apod.
V některých zemích, kde se tato oslava už zavedená, vycházejí poptávce spotřebitelek vstříc i obchodníci, kteří například prodávají speciální sety na baby shower.

## Význam termínu
Tzv. shower party se především v USA pořádají při různých příležitostech, většinou však předcházející určité životní změně. Z výše uvedeného hlediska může být pro češtinu vhodným[zdroj⁠?!] terminologickým ekvivalentem takové akce označení dárková sprška. Baby shower je v tomto smyslu sprška vybavení pro miminka. Ještě výstižnější je ale termín těhotenský večírek.[zdroj⁠?!]

## Kontroverze
Tak jako i ostatní oslavy importované z USA (Halloween, Den svatého Valentýna aj.), také baby shower je částí veřejnosti kritizován jako nevhodný americký import. Důvody mohou být různé. Americké pojetí dárkových setkání mohou na někoho působit dojmem karnevalového nevkusu. Pro další může být baby shower v americkém pojetí ukázkovým příkladem oslavy materialismu.[zdroj⁠?!]